# Anna Engeler
Anna Engeler (* 24. November 1985; heimatberechtigt in Ellikon an der Thur) ist eine Schweizer Politikerin (Grüne).

## Leben
Anna Engeler wuchs in Olten auf. Sie studierte Betriebswirtschaft an der Universität Bern und arbeitete anschliessend als Projektmanagerin bei der Credit Suisse. Sie ist Projektleiterin im Bereich Softwareentwicklung bei der Zühlke Engineering AG und lebt in Olten.

## Politik
Anna Engeler wurde 2005 für die Junge Alternative JA! in das Gemeindeparlament von Olten gewählt, dem sie bis 2015 angehörte und dem sie 2013 als Präsidentin vorstand. 2008 trat sie den Grünen bei.
2019 rückte Engeler für den zurückgetretenen Felix Lang in den Kantonsrat des Kantons Solothurn nach, wo sie als Fraktionschefin der Grünen-Fraktion vorsteht. Sie ist Mitglied der Ratsleitung und der Sozial- und Gesundheitskommission sowie der Spezialkommission Digitalisierung Kantonsrat, der sie als Co-Präsidentin vorsteht.
Von 2018 bis 2019 war Anna Engeler neben Myriam Frey Schär Co-Präsidentin der Grünen Olten.